# Bernd Walter (Historiker)
Bernd Walter (* 12. August 1951 in Ibbenbüren) ist ein deutscher Historiker. Er war bis zu seinem Ruhestand 2016 Leiter des LWL-Instituts für westfälische Regionalgeschichte.
Walter studierte von 1975 bis 1979 Geschichte, Physik und Erziehungswissenschaften an der Westfälischen Wilhelms-Universität Münster. 1984 erfolgte seine Promotion bei Karl-Georg Faber und Peter Burg über Die Beamtenschaft in Münster zwischen ständischer und bürgerlicher Gesellschaft (1800–1850). 1991 wurde er zum ordentlichen Mitglied der Historischen Kommission für Westfalen gewählt. Im Jahr 1995 habilitierte er sich und erhielt die Venia legendi für Neueste Geschichte und Westfälische Landesgeschichte.
Von 1983 bis 1999 war er wissenschaftlicher Referent am Institut für westfälische Regionalgeschichte, dem heutigen LWL-Institut für westfälische Regionalgeschichte, des Landschaftsverbands Westfalen-Lippe, von 1999 bis zu seinem Ruhestand im Juni 2016 war er dessen Leiter. Seit 2002 ist er außerdem außerplanmäßiger Professor am Fachbereich Geschichte/Philosophie der Universität Münster.
Seine Arbeitsschwerpunkte sind die Geschichte Westfalens im 19. und 20. Jahrhundert, die Psychiatriegeschichte, die Sozialgeschichte des 19. Jahrhunderts sowie die Zeit des Nationalsozialismus.

## Schriften (Auswahl)
- Psychiatrie und Gesellschaft in der Moderne. Geisteskrankenfürsorge in der Provinz Westfalen zwischen Kaiserreich und NS-Regime (= Forschungen zur Regionalgeschichte. Bd. 16). Schöningh, Paderborn 1996, ISBN 3-506-79588-0 (zugleich: Münster, Universität, Habilitations-Schrift, 1995/96).
- Anstaltsleben als Schicksal. Die nationalsozialistische Erb- und Rassenpflege an Psychiatriepatienten. In: Norbert Frei (Hrsg.): Medizin und Gesundheitspolitik in der NS-Zeit (= Schriften der Vierteljahrshefte für Zeitgeschichte. Sondernummer). R. Oldenbourg Verlag, München 1991, ISBN 3-486-64534-X, S. 217–233.
- Die Beamtenschaft in Münster zwischen ständischer und bürgerlicher Gesellschaft. Eine personengeschichtliche Studie zur staatlichen und kommunalen Beamtenschaft in Westfalen (1800–1850). Aschendorff, Münster in Westfalen 1987, ISBN 3-402-05848-0 (zugleich: Münster (Westfalen), Universität, Dissertation, 1983/84).